# Martineziana vandykei
Martineziana vandykei är en skalbaggsart som beskrevs av Hinton 1936. Martineziana vandykei ingår i släktet Martineziana och familjen Aphodiidae. Inga underarter finns listade i Catalogue of Life.